# Eduard Heinrich von Flottwell

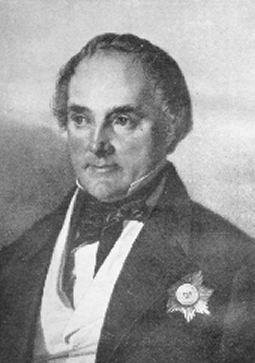
Eduard Heinrich Flottwell

Eduard Heinrich (sinds 1861 von) Flottwell (Insterburg, Oost-Pruisen 23 juli 1786 - Berlijn 25 mei 1865) was een Pruisisch jurist en staatsman.
Na een rechtenstudie te Koningsbergen kreeg hij in 1805 een functie bij het gerechtshof in zijn geboortestad en in 1808 als aankomend jurist bij het gerechtshof te Koningsbergen. Onder invloed van Theodor Heinrich von Schön aanvaardde hij in 1812 een functie als Regierungsrat en rechtskundig adviseur  te Gumbinnen. Hij werd in 1816 onder Schön Oberpräsidialrat te Danzig en in 1825 leider van het district Mariënwerder.
Na het uitbreken van Novemberopstand in Warschau in 1830 werd hij eerste president van de bedreigde provincie Posen. Onder zijn bewind werd het aanvankelijk relatief gematigde beleid jegens de Polen in toenemende mate anti-Pools, met name wat betrof de onderwijs- en kerkpolitiek. Hij werd in 1840 Wirklicher Geheimer Rat (geheimraad) en verruilde zijn presidentschap voor dat van de provincie Saksen. Daar bevorderde hij economie en landbouw. Hij werd in 1844 minister van Financiën en lid van de Raad van State, vervolgens in 1846 eerste president van de provincie Westfalen. In 1848 koos een kiesdistrict in Saksen hem als een van de weinige conservatieve afgevaardigden in het Frankfurter Parlement, waar hij zich bij de uiterst rechtse Café Milano-fractie aansloot.
Hij werd in 1849 door een kieskring in Posen naar de Eerste Kamer te Berlijn afgevaardigd. In 1849 en 1850 was hij plaatsvervangend eerste president van de provincie Pruisen en van 1850 tot 1862 eerste president van Brandenburg. In oktober 1858 benoemde prins-regent Wilhelm hem tot minister van Binnenlandse Zaken, welk ambt hij tot 1859 bekleedde.
Flottwell werd naar aanleiding van de kroning van Wilhelm I in de adelstand verheven en mocht zich sindsdien Von Flottwell noemen. Hij ging eind 1862 met pensioen en stierf op 25 mei 1865. Zijn zoon Adalbert von Flottwell was eveneens politicus.
Friedrich von Schuckmann · Gustav von Brenn · Gustav Adolf Rochus von Rochow · Adolf Heinrich von Arnim-Boitzenburg · Ernst von Bodelschwingh-Velmede · Alfred von Auerswald · Friedrich von Kühlwetter · Franz August Eichmann · Otto Theodor von Manteuffel · Ferdinand von Westphalen · Eduard Heinrich von Flottwell · Maximilian von Schwerin-Putzar · Gustav Wilhelm von Jagow · Friedrich Albrecht zu Eulenburg · Botho zu Eulenburg · Robert von Puttkamer · Ludwig Herrfurt · Botho zu Eulenburg · Ernst von Koeller · Eberhard Recke von der Horst · Georg von Rheinbaben · Hans von Hammerstein-Loxten · Theobald von Bethmann Hollweg · Friedrich von Moltke · Johann von Dallwitz · Friedrich Wilhelm von Loebell · Bill Drews · Carl Severing · Albert Grzesinski · Heinrich Waentig · Carl Severing · Franz Bracht · Hermann Göring
- Gemeinsame Normdatei: 116631074
- International Standard Name Identifier: 0000 0001 0888 9594
- Library of Congress Control Number: n97006330
- Nationale Bibliotheek van Polen: a0000001200341
- Système universitaire de documentation: 244876797
- Virtual International Authority File: 37672165
- WorldCat: E39PBJfCtxry4KkXfHdj3MPxXd